# Hanácký župní přebor 1993/1994
V soubojích 3. ročníku Hanáckého župního přeboru 1993/94 (jedna ze skupin 5. fotbalové ligy) se utkalo 16 týmů každý s každým dvoukolovým systémem podzim–jaro. Tento ročník začal v srpnu 1993 a skončil v červnu 1994.
Jednalo se o první ročník v rámci České republiky, poprvé měl 16 účastníků.

## Nové týmy v sezoně 1993/94
- Z Divize D 1992/93 ani Divize E 1992/93 nesestoupilo do Hanáckého župního přeboru žádné mužstvo.
- Ze skupin I. A třídy Hanácké župy 1992/93 postoupila mužstva TJ Sigma Hodolany (vítěz skupiny A), SKP Slovan Moravská Třebová (2. místo ve skupině A), TJ Sigma Hranice „B“ (vítěz skupiny B), FK LMCH LET Přerov (2. místo ve skupině B) a TJ Sokol Drahotuše (3. místo ve skupině B).[2]

## Konečná tabulka
Zdroj: 
| Poř. | Tým                             | Z  | V  | R  | P  | VG | OG | B  |
| ---- | ------------------------------- | -- | -- | -- | -- | -- | -- | -- |
| 1.   | TJ Zábřeh                       | 30 | 20 | 8  | 2  | 61 | 28 | 48 |
| 2.   | FK Hlubočky                     | 30 | 20 | 4  | 6  | 55 | 26 | 44 |
| 3.   | SK Bělkovice-Lašťany            | 30 | 16 | 10 | 4  | 52 | 26 | 42 |
| 4.   | TJ Sigma Hranice „B“ (N)        | 30 | 13 | 8  | 9  | 31 | 34 | 34 |
| 5.   | TJ Jeseník                      | 30 | 14 | 5  | 11 | 40 | 37 | 33 |
| 6.   | AFK Chropyně                    | 30 | 12 | 7  | 11 | 62 | 56 | 31 |
| 7.   | TJ Tatran Moravičany            | 30 | 11 | 5  | 14 | 30 | 35 | 27 |
| 8.   | TJ Olomouc-Holice               | 30 | 10 | 7  | 13 | 31 | 38 | 27 |
| 9.   | TJ Sokol Drahotuše (N)          | 30 | 7  | 13 | 10 | 37 | 49 | 27 |
| 10.  | FK Mohelnice                    | 30 | 10 | 6  | 14 | 45 | 45 | 26 |
| 11.  | SKP Slovan Moravská Třebová (N) | 30 | 7  | 12 | 11 | 27 | 37 | 26 |
| 12.  | TJ Jiskra Rýmařov               | 30 | 10 | 6  | 14 | 45 | 62 | 26 |
| 13.  | TJ Agrostroj Prostějov          | 30 | 10 | 5  | 15 | 41 | 44 | 25 |
| 14.  | TJ Sigma Hodolany (N)           | 30 | 9  | 7  | 14 | 48 | 60 | 25 |
| 15.  | TJ Lokomotiva-Pramet Šumperk    | 30 | 8  | 6  | 16 | 27 | 40 | 22 |
| 16.  | FK LMCH LET Přerov (N)          | 30 | 5  | 7  | 18 | 38 | 56 | 17 |

Poznámky:
- Z = Odehrané zápasy; V = Vítězství; R = Remízy; P = Prohry; VG = Vstřelené góly; OG = Obdržené góly; B = Body; (S) = Mužstvo sestoupivší z vyšší soutěže; (N) = Mužstvo postoupivší z nižší soutěže (nováček)

|  | Postup do Divize E 1994/95                        |
|  | Postup do I. A třídy Hanácké župy – sk. A 1994/95 |
|  | Postup do I. A třídy Hanácké župy – sk. B 1994/95 |